# 下矢田 (市原市)
下矢田（しもやた）は、千葉県市原市の南総地区にある大字。郵便番号は290-0518。

## 概要
市原市南部にある。

## 地理
北は江子田と鶴舞（飛び地部分）、北から東にかけては鶴舞、東は池和田、南は矢田、南から西にかけは藪、西は皆吉と接する。

## 世帯数と人口
2022年（令和4年）4月1日現在の世帯数と人口は以下の通りである。
| 町丁字 | 世帯数  | 人口  |
| ------ | ------- | ----- |
| 下矢田 | 179世帯 | 391人 |

## 通学区域
市立小学校・市立中学校及び県立高等学校の通学区域は以下の通りである。
| 町丁字 | 区域 | 小学校             | 中学校             | 高等学校 |
| ------ | ---- | ------------------ | ------------------ | -------- |
| 下矢田 | 一部 | 市原市立牛久小学校 | 市原市立南総中学校 | 第9学区  |
| 下矢田 | 一部 | 市原市立鶴舞小学校 | 市原市立南総中学校 | 第9学区  |